# Nam Ninh (huyện)
Nam Ninh là một huyện cũ thuộc tỉnh Nam Hà, rồi thuộc tỉnh Hà Nam Ninh, sau thuộc tỉnh Nam Định. Tồn tại từ ngày 26 tháng 7 năm 1968 đến ngày 17 tháng 2 năm 1997.

## Vị trí địa lý và hành chính
Huyện Nam Ninh có vị trí địa lý:
- Phía Bắc giáp huyện Vũ Thư, tỉnh Thái Bình với ranh giới là sông Hồng
- Phía Tây giáp thành phố Nam Định và hai huyện Vụ Bản và Nghĩa Hưng
- Phía Nam giáp huyện Hải Hậu với ranh giới là sông Ninh Cơ
- Phía Đông giáp huyện Xuân Thủy với ranh giới là sông Ninh Cơ

Huyện Nam Ninh gồm thị trấn Cổ Lễ và 34 xã: Bình Minh, Cát Thành, Điền Xá, Đồng Sơn, Hồng Quang, Liêm Hải, Nam Cường, Nam Dương, Nam Giang, Nam Hải, Nam Hoa, Nam Hồng, Nam Hùng, Nam Lợi, Nam Mỹ, Nam Thái, Nam Thắng, Nam Thanh, Nam Tiến, Nam Toàn, Nghĩa An, Phương Định, Tân Thịnh, Trực Chính, Trực Đạo, Trực Hưng, Trực Khang, Trực Mỹ, Trực Nội, Trực Thanh, Trực Thuận, Trực Tuấn, Trung Đông, Việt Hùng.

## Lịch sử
Huyện Nam Ninh được thành lập vào ngày 26 tháng 7 năm 1968 trên cơ sở hợp nhất hai huyện Nam Trực và Trực Ninh thuộc tỉnh Nam Hà, riêng 7 xã: Trực Thái, Trực Phú, Trực Đại, Trực Hùng, Trực Cường, Trực Tiến, Trực Thắng của huyện Trực Ninh sáp nhập vào huyện Hải Hậu Khi hợp nhất, huyện gồm 52 xã: Bắc Sơn, Nam An, Nam Bình, Nam Chấn, Nam Cường, Nam Điền, Nam Đồng, Nam Dương, Nam Giang, Nam Hải, Nam Hoa, Nam Hồng, Nam Hùng, Nam Lợi, Nam Long, Nam Minh, Nam Mỹ, Nam Nghĩa, Nam Ninh, Nam Phong, Nam Phúc, Nam Quan, Nam Quang, Nam Tân, Nam Thắng, Nam Thịnh, Nam Tiến, Nam Toàn, Nam Trung, Nam Vân, Nam Xá, Thái Sơn, Trực Bình, Trực Cát, Trực Chính, Trực Đạo, Trực Định, Trực Đông, Trực Hải, Trực Hưng, Trực Khang, Trực Liêm, Trực Mỹ, Trực Nghĩa, Trực Nội, Trực Phương, Trực Thanh, Trực Thành, Trực Thuận, Trực Tĩnh, Trực Trung, Trực Tuấn.
Ngày 21 tháng 8 năm 1971, hợp nhất xã Trực Liêm và xã Trực Hải thành một xã lấy tên là xã Liêm Hải; hợp nhất xã Nam Đồng và xã Bắc Sơn thành một xã lấy tên là xã Đồng Sơn.
Ngày 23 tháng 2 năm 1974, sáp nhập thôn Ngưu Trì của xã Nam Hùng vào xã Nam Cường, sáp nhập hai thôn Thọ Trung và Điện An của xã Nam Minh vào xã Nam Hùng, sáp nhập ba thôn Đầm, Vượt, Vọc của xã Nam Bình vào xã Nam Dương, sáp nhập hai thôn Hiệp Luật, Cổ Lung của xã Nam Dương vào xã Nam Bình, sáp nhập xóm Đồng Nghè của xã Trực Tuấn vào xã Trực Đông, sáp nhập xóm Đại Nội của xã Trực Tuấn vào xã Trực Cát.
Ngày 27 tháng 12 năm 1975, huyện Nam Ninh thuộc tỉnh Hà Nam Ninh do hợp nhất hai tỉnh Nam Hà và Ninh Bình.
Ngày 5 tháng 7 năm 1977, hợp nhất hai xã Trực Trung và Trực Đông thành xã Trung Đông, hợp nhất hai xã Nam Bình và Nam Minh thành xã Bình Minh; hợp nhất hai xã Trực Bình và Trực Tĩnh thành xã Việt Hùng, cắt thôn Nam Sơn của xã Thái Sơn vào xã Nam Phúc lấy tên xã mới là xã Nam Thái, sáp nhập xã Nam Quan vào xã Nam Lợi, sáp nhập xã Nam Trung vào xã Nam Hồng, hợp nhất hai xã Nam Long và Nam Ninh thành xã Nam Thanh, hợp nhất hai xã Trực Cát và Trực Thành thành xã Cát Thành, hợp nhất hai xã Trực Phương và Trực Định thành xã Phương Định, hợp nhất hai xã Trực Chính và Trực Nghĩa thành xã Chính Nghĩa, hợp nhất hai xã Nam Điền và Nam Xá thành xã Điền Xá, hợp nhất hai xã Nam Chấn và Nam Quang thành xã Hồng Quang, hợp nhất hai xã Nam Tân và Nam Thịnh thành xã Tân Thịnh, hợp nhất hai xã Nam An và Nam Nghĩa thành xã Nghĩa An.
Ngày 10 tháng 1 năm 1984, chia xã Chính Nghĩa thành 2 đơn vị hành chính lấy tên là xã Trực Chính và thị trấn Cổ Lễ.
Ngày 12 tháng 8 năm 1991, huyện Nam Ninh thuộc tỉnh Nam Hà vừa được tái lập.
Ngày 6 tháng 11 năm 1996, huyện Nam Ninh thuộc tỉnh Nam Định vừa được tái lập.
Ngày 2 tháng 1 năm 1997, chuyển 2 xã Nam Phong và Nam Vân về thành phố Nam Định quản lý.
Ngày 17 tháng 2 năm 1997, huyện Nam Ninh lại được tách trở lại như trước khi hợp nhất, thành 2 huyện Nam Trực và Trực Ninh, đồng thời trả 6 xã: Trực Thái, Trực Phú, Trực Đại, Trực Hùng, Trực Cường, Trực Thắng của huyện Hải Hậu về huyện Trực Ninh:
- Huyện Nam Trực có 19 xã: Bình Minh, Điền Xá, Đồng Sơn, Hồng Quang, Nam Cường, Nam Dương, Nam Hải, Nam Hoa, Nam Hồng, Nam Hùng, Nam Mỹ, Nam Lợi, Nam Thái, Nam Thắng, Nam Thanh, Nam Tiến, Nam Toàn, Nghĩa An, Tân Thịnh.
- Huyện Trực Ninh có thị trấn Cổ Lễ (huyện lỵ), Cát Thành và Ninh Cường và 18 xã: Liêm Hải, Phương Định, Trực Chính, Trực Cường, Trực Đại, Trực Đạo, Trực Hùng, Trực Hưng, Trực Khang, Trực Nội, Trực Mỹ, Trực Thái, Trực Thắng, Trực Thanh, Trực Thuận, Trực Tuấn, Trung Đông, Việt Hùng.